# Дорофеев, Виталий Валентинович
Виталий Валентинович Дорофеев (17 августа 1956) — советский футболист. Ныне - тренер.

## Карьера
В качестве футболиста выступал на позиции нападающего. Несколько лет Дорофеев игра за среднеазиатские команды из второй советской лиги. Завершив карьеру, Дорофеев перешел на тренерскую работу. В 1996 году он возглавлял клуб Высшей лиги Узбекистана «Машал». Позднее переехал в Россию. Специалист входил в тренерские штабы пензенского «Зенита». После ухода из «Зенита» начал тренировать молодёжный состав учалинского «Горняка». В 2014 году возглавил коллектив из Учалов, после его перевода на любительский уровень.